# 上野運動公園競技場
上野運動公園競技場（うえのうんどうこうえんきょうぎじょう）は、三重県伊賀市にある陸上競技場。球技場としても使用される。

## 概要
伊賀市が所有し財団法人伊賀市文化都市協会が管理・運営を行っている。
2000年に改修工事がなされ、2002 FIFAワールドカップに出場した南アフリカ代表のプレキャンプ地として使用された。
また、なでしこリーグの伊賀FCくノ一三重のホームグラウンドとなっており、2013年4月にはなでしこリーグの試合開催基準に合わせた改修が完了した。
この他、かつて当競技場を本拠地にしていたJFLのアトレチコ鈴鹿クラブのホームゲームが現在でも一部開催されている。過去にはヴィアティン三重、レイラック滋賀FCのホームゲーム開催実績もある。

## 施設
- 所在地：三重県伊賀市小田町470
- トラック：400m×8レーン、土
- ピッチ：105m×68m
- 観客席：3,537席（スタンド:2,008　芝生席:1,529）
- その他：本部席、会議室、放送室、更衣室、シャワー
- 駐車場：120台

## 開催競技

### 陸上競技
- 伊賀市陸上競技大会
- 伊賀地区陸上競技選手権

### サッカー
- なでしこリーグ（伊賀FCくノ一三重ホームゲーム）
- JFL（アトレチコ鈴鹿クラブホームゲーム）

## 上野運動公園の施設

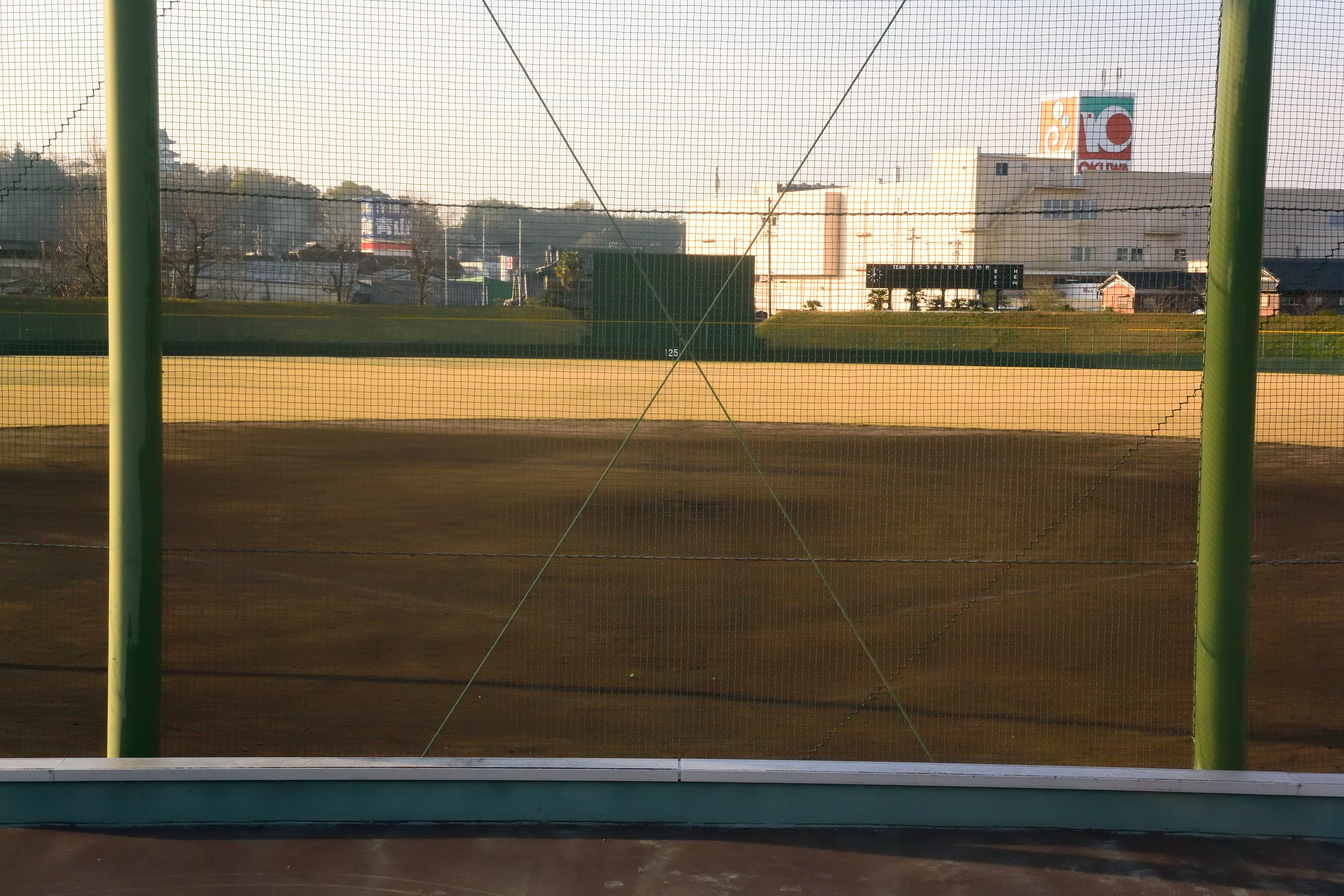
上野運動公園野球場

- 上野運動公園スポーツセンター -  運動公園管理事務所、会議室、和室会議室
- 上野運動公園野球場 - グラウンド:天然芝　両翼：104m　センター：125m　スタンド：9000人　照明設備：6基
- プール - 公認50mプール：8コース、25mプール：7コース、幼児用プール
- テニスコート - 砂入人工芝コート：6面、照明設備
- 体育館 - アリーナ：バレーボールコート×2可能、観客席:480人
- 伊賀上野武道館 - 柔剣道場（256畳×2）、弓道場（6人立ち・射場12×8m）、会議室、更衣室

## アクセス

### 自動車
名古屋方面から
- 名阪国道「伊賀一之宮インターチェンジ」より、西へ10分。

大阪方面から
- 名阪国道「上野東インターチェンジ」より、北へ10分。

### 公共交通機関
JR
- 「伊賀上野駅」より、南へ徒歩15分。
- 伊賀上野駅より、三重交通バス 上野名張線・諏訪線 上野市駅・治田西口・岡波総合病院・名張駅方面、「水源池前」下車。

伊賀鉄道
- 上野市駅より、三重交通バス 上野名張線・諏訪線 伊賀上野駅・諏訪下出方面、「市営球場前」下車。

近鉄
- 桔梗が丘駅・名張駅より、三重交通バス 上野名張線 上野市駅・伊賀上野駅方面、「市営球場前」下車。